# Pettersson & Bendel (film)
Pettersson & Bendel är en svensk dramakomedifilm från 1933 i regi av Per-Axel Branner. I titelrollerna ses Adolf Jahr och Semmy Friedmann.

## Handling
Pettersson och Bendel träffas av en slump och blir inte bara goda vänner, utan börjar även göra olagliga affärer i Stockholm.

## Om filmen
Pettersson & Bendel är en filmatisering av Waldemar Hammenhögs roman Pettersson & Bendel. Filmen har anklagats för att vara antisemitisk. Bendel, som ges en stereotyp judisk framtoning i filmen, härstammar, som det så insinuant heter "någonstans österifrån". Filmen tar enligt tidningen Deutsche Allgemeine Zeitung (1935-07-19) "modigt upp ett mycket allvarligt rasmässigt problem, och ställer sund livsvilja mot en hämningslös ockrarmentalitet".

### Antisemitism
De antisemitiska tendenserna förekom i fler svenska filmer vid denna tid, och antisemitismen på kontinenten var inte okänd när filmen hade sin svenska premiär i augusti 1933, ett drygt halvår efter det nazistiska maktövertagandet, och det förekom redan 1933 rapporter i svenska tidningar om en starkt växande antisemitism och judeförföljelser i Tyskland. Detta förklarar till exempel Karl Fredrikssons kommentar i sin recension i SSU:s tidskrift Frihet (1933 nr 19): Han menade visserligen att filmen hade en antisemitisk tendens men att den förmodligen var oavsiktlig. Det var dock betänkligt i dessa tider -”såvida man inte tänkte sälja den till nassarna i Tyskland”. Merparten av de samtida recensionerna andas en avsevärd grad av aningslöshet och man betonade tvärtom på flera håll vilket utmärkt porträtt som Semmy Friedmann gjorde i sin roll som Bendel. Karaktäristisk är till exempel Nils Beyers recension i Nya Dagligt Allehanda (1933-08-22): "en oljig liten halvjude med smygande gång och tvålade rörelser, slug som en räv och rädd som en hare". Från svenskt judiskt håll hördes bara enstaka uttryckta protester mot att Friedmann så att säga lånat sig till detta karikatyriska judeporträtt, som fallet var i en artikel i Judisk krönika september 1933 av Holger Ritter. Waldemar Hammenhög menade i en kommentar till denna att detta var överdrivet men sade sig förstå att vissa judar känna panikstämningar i dessa dagar. (Fönstret 1933 nr 11)
Ett par år senare hade filmen tysk premiär. Tidningsrapporter kunde meddela om judiska protester i samband med premiären vilket åtföljts av starka antijudiska demonstrationer av närmast kravallkaraktär. Filmen betecknades officiellt som ”staatspolitisch wertvoll” och blev uppenbart en stor kommersiell framgång i Tyskland där den distribuerades i långt fler kopior än vad som var brukligt för utländska filmer, och blev under flera år ett återkommande inslag på den tyska repertoaren. Den visades först i en textad version och sedan i en dubbad. Redan vid den tyska premiären förekom uppgifter om att den antisemitiska tendensen skulle ha förstärkts genom en tendentiös textning, men detta förnekades av Wivefilms direktör S.A.G. Swenson i ett uttalande som distribuerades av den tyska nyhetsbyrån D.N.B. (avtryckt i bland annat Film-Kurier 1935-07-19). Swenson betonade tvärtom att den svenska texten var skarpare än den tyska. När filmen visades i Danmark ett par år efter den svenska premiären hade den nyss haft sin uppmärksammade tyska premiär och Swenson intervjuades i samband med detta i Berlingske Tidende (1935-07-19). Han menade att man vid inspelningen inte haft en tanke på antisemitism utan det bara slumpade sig att det blev en jude men att detta inte hade något att göra med rasfördomar. Intervjuaren menade dock att filmen gjort ett judeovänligt uttryck vilket Swenson invände att det var intervjuaren den förste som sagt. När denne sade att även Joseph Goebbels också var av samma mening ursäktade Swenson sig med att han bara är affärsman och inte blandar sig i politiken.
Filmen är en av få som stoppats för visning i svensk TV. Pettersson & Bendel var inplanerad för visning 1973 och TV:s programledning hade tänkt balansera filmen med ett efterföljande informationsprogram, ”J som i jude”, men i sista stund ångrade man sig och beslöt att helt inhibera visningen. Torsten Jungstedt intervjuade Branner i programtidningen Röster i Radio TV (1973 nr 18) och denne menade att man vid tiden för inspelningen var ovetande om de judeförföljelser som ägde rum i Tyskland.

## Rollista i urval
- Adolf Jahr – Karl-Johan Pettersson
- Semmy Friedmann – Josef Bendel
- Isa Quensel – Elsa Wallin
- Birgit Sergelius – Mia
- Helge Hagerman – Helmer
- Elsa Carlsson – Agda Alvin
- Viran Rydkvist – tant Lindström
- Sigurd Wallén – Nilsson
- Calle Hagman – gårdsmusikanten
- Manne Grünberger – Emanuel [7]

## Musik i filmen
- Martha, kompositör Friedrich von Flotow, instrumental.
- Flickan i Havanna, text och musikbearbetning Evert Taube
- Längtan, kompositör August Söderman, text Herman Sätherberg, instrumental.
- Älvsborgsvisan (Ny Elfsborgsvisa/Den blomsterprydda gondolen gled), text August Wilhelm Thorsson, framförs visslande av Adolf Jahr
- Sankt Örjanslåten, instrumental.
- När våren börjar, kompositör och text Fritz Gustaf och Elof Ahrle, instrumental.
- Fia Jansson (Fia Jansson), svensk text 1900 Emil Norlander, instrumental.
- Kvinnor och champagne, text och musikbearbetning Alma Rek, framförs visslande av Adolf Jahr
- Kalle P. (Gigerl-marsch), kompositör Josef Franz Wagner, svensk text och musikbearbetning Edouard Laurent, instrumental.
- Say, Brothers, Will You Meet Us? (Bröder, viljen I gå med oss)
- Tangokavaljeren, kompositör Jules Sylvain, text Åke Söderblom, instrumental.
- Kovan kommer, kovan går (Gesällvisa), text Emil Norlander, instrumental.
- Liebestraum, piano, nr 3, op. 62 (O lieb, so lang du lieben kannst), kompositör Franz Liszt, instrumental.
- La grande passion, kompositör Margit Lagerheim-Romare, instrumental.
- Le jugement de Midas, kompositör Eugène Cools, instrumental.
- Famous Hebrew Melodies, kompositör Leo Kempinski, instrumental.[8]

## DVD
Filmen gavs ut på DVD 2014 tillsammans med uppföljaren Pettersson & Bendels nya affärer.